# Leopold Mozart
Johann Georg Leopold Mozart, född 14 november 1719 i Fuggeriet, Augsburg, Tyskland, död 28 maj 1787 i Salzburg, var en tysk violinist och tonsättare. Han var gift med Anna Maria Mozart, född Pertl, och far till Wolfgang Amadeus Mozart och Maria Anna "Nannerl" Mozart.

## Biografi
Leopold Mozart kom från enkla förhållanden då han föddes som son till bokbindaren Johann Georg Mozart (1679-1736) och dennes andra hustru Anna Maria Sulzer (1696–1766), men fick trots detta en omfattande högre utbildning. Till att börja med studerade Leopold Mozart filosofi och juridik vid universitetet i Salzburg, men det var musiken som låg honom varmast om hjärtat. 1743 anställdes han som violinist hos ärkebiskopen av Salzburg, från 1757 var han hovkompositör och från 1763 vice kapellmästare hos ärkebiskopen.
Leopold Mozarts historiska betydelse ligger främst inom det musikpedagogiska området: hans 1756 utgivna och mycket spridda lärobok i violinspel, Versuch einer gründlichen Violinschule, och därutöver den redan från mycket tidiga år intensiva utbildningen av de egna barnen Wolfgang Amadeus och "Nannerl". Faderns engagemang i Wolfgang Amadeus' utveckling var sällsynt hängivet och sonens framgångar är förmodligen otänkbara utan detta, men hängivenheten och framför allt viljan att styra sonen var - vilket senare konflikter mellan far och son bekräftar - inte alltid helt av godo.
Som tonsättare kan Leopold Mozart i eftervärldens ögon inte på något sätt mäta sig med sin son. Icke desto mindre var han en habil tonsättare, och bland hans verk finns symfonier, hornkonserter och pianomusik. Däremot är enligt nyare forskningsfynd den så kallade Leksakssymfonin i C-dur, som först tillskrevs Joseph Haydn och senare Leopold Mozart, inte skriven av någon av dem utan av Edmund Angerer från grevskapet Tyrolen. Leopold Mozart hade dock med stycket att göra - han gjorde en bearbetning av Angerers komposition för en större besättning.

## Verkförteckning

### Mässor
- LMW I:C1 - Missa solemnis C-dur
- LMW I:C2 - Mässa i C dur (tidigare tillskriven Wolfgang Amadeus Mozart, K. 115)
- LMW I:C3 - Sanctus och Agnus Dei i C-dur (försvunna)
- LMW I:C4 - Mässa i C-dur (försvunnen)
- LMW I:C5 - Mässa i C-dur (försvunnen)
- LMW I:A1 - Missa brevis i A-dur
- LMW I:X1 - Mässa (försvunnen)

### Litanior
- LMW II:C1 - Litania i C-dur
- LMW II:D1 - Litania i D-dur
- LMW II:D2 - Litania i D-dur (försvunnen)
- LMW II:Es1 - Litania i Ess-dur
- LMW II:F1 - Litania i F-dur
- LMW II:G1 - Litania i G-dur

### Övrig kyrkomusik
- LMW III:1 - Dixit Dominus och Magnificat i G-dur/C-dur
- LMW III:2 - Miserere i F-dur (försvunnet)
- LMW III:3 - Tantum ergo i C-dur
- LMW III:4 - Veni sancte spiritus i C-dur
- LMW III:5 - Confitemini Domino i F-dur
- LMW III:6 - Convertentur sedentes, offertorium i D-dur
- LMW III:7 - Parasti mensam, offertorium i A-dur
- LMW III:8 - Rorate caeli desuper, offertorium i B♭-dur
- LMW III:9 - Beata es virgo Maria, offertorium i C-dur
- LMW III:10 - Jubilate Domino, offertorium i C-dur
- LMW III:11 - Omnes hodie coelestium, offertorium i D-dur
- LMW III:X1 - Offertorium (försvunnet)

### Oratorier, kantater etc.
- LMW IV:1 - Christus begraben (försvunnen)
- LMW IV:2 - Antiquitas personata (försvunnen)
- LMW IV:3 - Christus verurteilt (försvunnen)
- LMW IV:4 - Der Mensch ein Gottesmörder
- LMW IV:5 - Applausus-kantat (försvunnen)
- LMW IV:6 - Geistliches Schäfergedicht (försvunnen)
- LMW IV:7 - Surgite mortui
- LMW IV:8 - Pulcherrimus mortalium
- LMW IV:9 - Oratiorium pro quadragesima

### Andliga sånger
- LMW V:1 - Trauere, o verwaiste Seele
- LMW V:2 - Christen auf, versaget nicht
- LMW V:3 - Nur in Paradies
- LMW V:4 - Du wahrer Mensch und Gott
- LMW V:5 - Helle Sonn' der düstren Sterne
- LMW V:6 - So straft Herodes die Verräter
- LMW V:7 - Weicht, zweifelnde Klagen

### Världsliga sånger
- LMW VI:1 - Der Mensch seufzt stets
- LMW VI:2 - Die grossmütige Gelassenheit (tidigare tillskriven Wolfgang Amadeus Mozart, K 149)
- LMW VI:3 - Die Zufriedenheit im niedrigen Stande (tidigare tillskriven Wolfgang Amadeus Mozart, K 151)
- LMW VI:4 - Geheime Liebe (tidigare tillskriven Wolfgang Amadeus Mozart, K 150)
- LMW VI:5 - Bei dem Abschiede
- LMW VI:6 - Die Rangordnung
- LMW VI:7 - Ach, was müssen wir erfahren (tidigare tillskriven Wolfgang Amadeus Mozart, K 43a)

### Symfonier
- LMW VII:C1 - Symfoni i C-dur
- LMW VII:C2 - Symfoni i C-dur
- LMW VII:C3 - Symfoni i C-dur (fragment, äktheten ifrågasatt. Även tillskriven Wolgang Amadeus Mozart (K. 16a))
- LMW VII:C4 - Symfoni i C-dur
- LMW VII:D1 - Symfoni i D-dur ("De gustibus non est disputandum", äktheten ifrågasatt)
- LMW VII:D2 - Symfoni i D-dur ("De gustibus non est disputandum", äktheten ifrågasatt)
- LMW VII:D3 - Symfoni i D-dur ("Non e bello quello che è bello")
- LMW VII:D4 - Symfoni i D-dur (äktheten ifrågasatt)
- LMW VII:D5 - Symfoni i D-dur (äktheten ifrågasatt)
- LMW VII:D6 - Symfoni i D-dur
- LMW VII:D7 - Symfoni i D-dur (äktheten ifrågasatt)
- LMW VII:D8 - Symfoni i D-dur (äktheten ifrågasatt)
- LMW VII:D9 - Symfoni i D-dur (äktheten ifrågasatt)
- LMW VII:D10 - Symfoni i D-dur (äktheten ifrågasatt)
- LMW VII:D11 - Symfoni i D-dur
- LMW VII:D12 - Symfoni i D-dur (äktheten ifrågasatt)
- LMW VII:D13 - Symfoni i D-dur ("Non e bello quello che è bello", äktheten ifrågasatt)
- LMW VII:D14 - Symfoni i D-dur (äktheten ifrågasatt)
- LMW VII:D15 - Symfoni i D-dur
- LMW VII:D16 - Symfoni i D-dur (äktheten ifrågasatt)
- LMW VII:D17 - Symfoni i D-dur (äktheten ifrågasatt)
- LMW VII:D18 - Symfoni i D-dur
- LMW VII:D19 - Symfoni i D-dur (äktheten ifrågasatt, försvunnen)
- LMW VII:D20 - Symfoni i D-dur (äktheten ifrågasatt)
- LMW VII:D21 - Symfoni i D-dur (äktheten ifrågasatt)
- LMW VII:D22 - Symfoni i D-dur
- LMW VII:D23 - Symfoni i D-dur ("Jagd-Partita", försvunnen)
- LMW VII:D24 - Symfoni i D-dur
- LMW VII:D25 - Symfoni i D-dur (äktheten ifrågasatt)
- LMW VII:D26 - Symfoni i D-dur
- LMW VII:D27 - Symfoni i D-dur
- LMW VII:D28 - Symfoni i D-dur
- LMW VII:D29 - Symfoni i D-dur
- LMW VII:Es1 - Symfoni i Ess-dur (försvunnen)
- LMW VII:F1 - Symfoni i F-dur
- LMW VII:F2 - Symfoni i F-dur
- LMW VII:F3 - Symfoni i F-dur
- LMW VII:F4 - Symfoni i F-dur (äktheten ifrågasatt)
- LMW VII:F5 - Symfoni i F-dur
- LMW VII:F6 - Symfoni i F-dur
- LMW VII:G1 - Symfoni i G-dur (äktheten ifrågasatt)
- LMW VII:G2 - Symfoni i G-dur ("Sinfonia burlesca")
- LMW VII:G3 - Symfoni i G-dur ("Sinfonia pastorella")
- LMW VII:G4 - Symfoni i G-dur (äktheten ifrågasatt)
- LMW VII:G5 - Symfoni i G-dur
- LMW VII:G6 - Symfoni i G-dur (äktheten ifrågasatt)
- LMW VII:G7 - Symfoni i G-dur
- LMW VII:G8 - Symfoni i G-dur (äktheten ifrågasatt, även tillskriven Wolfgang Amadeus Mozart)
- LMW VII:G9 - Symfoni i G-dur ("Sinfonia da caccia")
- LMW VII:G10 - Symfoni i G-dur (äktheten ifrågasatt, försvunnen)
- LMW VII:G11 - Symfoni i G-dur (äktheten ifrågasatt, försvunnen)
- LMW VII:G12 - Symfoni i G-dur (äktheten ifrågasatt, försvunnen)
- LMW VII:G13 - Symfoni i G-dur (äktheten ifrågasatt, försvunnen)
- LMW VII:G14 - Symfoni i G-dur
- LMW VII:G15 - Symfoni i G-dur (äktheten ifrågasatt, försvunnen)
- LMW VII:G16 - Symfoni i G-dur ("Neue Lambacher")
- LMW VII:G17 - Symfoni i G-dur (äktheten ifrågasatt)
- LMW VII:G18 - Symfoni i G-dur (äktheten ifrågasatt)
- LMW VII:G19 - Symfoni i G-dur (äktheten ifrågasatt, försvunnen)
- LMW VII:G20 - Symfoni i G-dur (äktheten ifrågasatt, försvunnen)
- LMW VII:G21 - Symfoni i G-dur
- LMW VII:A1 - Symfoni i A-dur
- LMW VII:A2 - Symfoni i A-dur
- LMW VII:A3 - Symfoni i A-dur (äktheten ifrågasatt, försvunnen)
- LMW VII:B1 - Symfoni i B♭-dur
- LMW VII:B2 - Symfoni i B♭-dur (försvunnen)
- LMW VII:B3 - Symfoni i B♭-dur (försvunnen)
- LMW VII:B4 - Symfoni i B♭-dur (försvunnen)
- LMW VII:B5 - Symfoni i B♭-dur (äktheten ifrågasatt)
- LMW VII:B6 - Symfoni i B♭-dur (tidigare tillskriven Wolfgang Amadeus Mozart, K. 17)
- LMW VII:B7 - Symfoni i B♭-dur (äktheten ifrågasatt, försvunnen)
- LMW VII:B8 - Symfoni i B♭-dur (äktheten ifrågasatt)
- LMW VII:X1-8 - Symfonier i okända tonarter (försvunna)

### Divertimenti, serenader etc.
- LMW VIII:1 - Partita i C-dur
- LMW VIII:2 - Partita i D-dur
- LMW VIII:3 - Partita i D-dur (försvunnen)
- LMW VIII:4 - Partita i D-dur
- LMW VIII:5 - Divertimento militare i D-dur
- LMW VIII:6 - Divertimento i D-dur, "Bauernhochzeit"
- LMW VIII:7 - Kassation i G-dur, "Kindersinfonie". Bearbetning av ett verk av Edmund Angerer
- LMW VIII:8 - "Musikalische Schlittenfahrt" i F-dur
- LMW VIII:9 - Serenad i D-dur (sats 6-8 framförs ibland som basunkonsert. Sats 4-5 finns även i version som trumpetkonsert, se LMW IX:13)
- LMW VIII:10-13 - försvunna verk

### Konserter
- LMW IX:1 - Flöjtkonsert i G-dur
- LMW IX:2 - Flöjtkonsert i G-dur (försvunnen)
- LMW IX:3 - Flöjtkonsert i G-dur (försvunnen)
- LMW IX:4 - Flöjtkonsert i D-dur (försvunnen)
- LMW IX:5 - Flöjtkonsert i D-dur (försvunnen)
- LMW IX:6 - Oboekonsert i F-dur (försvunnen)
- LMW IX:7 - Fagottkonsert (försvunnen)
- LMW IX:8 - Hornkonsert (försvunnen)
- LMW IX:9 - Konsert för två horn i Ess dur
- LMW IX:10 - Konsert för två horn i D-dur (försvunnen, äktheten ifrågasatt)
- LMW IX:11 - Konsert för två horn i D-dur (försvunnen, äktheten ifrågasatt)
- LMW IX:12 - Trumpetkonsert i D-dur (försvunnen)
- LMW IX:13 - Trumpetkonsert i D-dur (utgörs av två satser ur serenaden LMW VIII:9)

### Danser
- LMW X:1 - 12 menuetter för orkester
- LMW X:2 - Menuett för orkester i D-dur (tidigare tillskriven Wolfgang Amadeus Mozart, K. 64)
- LMW X:3 - danser (försvunna)

### Kammarmusik med piano
- LMW XI:1 - Pianotrio i F-dur
- LMW XI:2 - Pianotrio i C-dur
- LMW XI:3 - Pianotrio i A-dur

### Övrig kammarmusik
- LMW XII:1 - Triosonata för två violiner och generalbas i C-dur
- LMW XII:2 - Triosonata för två violiner och generalbas i Ess-dur
- LMW XII:3 - Triosonata för två violiner och generalbas i A-dur
- LMW XII:4 - Triosonata för två violiner och generalbas i G-dur
- LMW XII:5 - Triosonata för två violiner och generalbas i B♭-dur
- LMW XII:6 - Triosonata för två violiner och generalbas i D-dur
- LMW XII:7 - Partita för violin, violoncell och generalbas i C dur ("Partita di rane")
- LMW XII:8 - Divertimento för två violiner och violoncell i G-dur
- LMW XII:9 - Divertimento för två violiner och violoncell i C-dur
- LMW XII:10 - Divertimento för två violiner och violoncell i Ess-dur
- LMW XII:11 - Divertimento för två violiner och violoncell i D-dur
- LMW XII:12 - Divertimento för två violiner och violoncell i G-dur
- LMW XII:13 - Divertimento för två violiner och violoncell i E-dur
- LMW XII:14 - Divertimento för violin, violoncell och bas i G-dur
- LMW XII:15 - Divertimento för två celli och bas i G-dur
- LMW XII:16 - 19 duor för två violiner (ur violinskolan)
- LMW XII:17 - Caprice för violin i E-dur
- LMW XII:18 - Partita för två violiner, 2 horn och piano i C-dur
- LMW XII:19 - Divertimento i D-dur (försvunnet)
- LMW XII:20 - Divertimento i D-dur (försvunnet)
- LMW XII:21 - Divertimento för flöjt, violin och generalbas i G dur

### Klavermusik
- LMW XIII:1 - Sonat i F-dur
- LMW XIII:2 - Sonat i B♭-dur
- LMW XIII:3 - Sonat i C-dur
- LMW XIII:4 - Menuett i F-dur
- LMW XIII:5 - "Der Morgen und der Abend" (för orgelverk)
- LMW XIII:6 - Menuett i G-dur
- LMW XIII:7 - Variationer (försvunna)
- LMW XIII:8 - Fuga i C-dur
- LMW XIII:9 - Andante i G-dur
- LMW XIII:10 - Polonäs, arietta och scherzo

### Diverse
- LMW XIV:1 - Tre sångkadenser (ingår i K. 293e)
- LMW XIV:2 - Tre sångkadenser i A-dur för två röster
- LMW XIV:3 - försvunnet verk

### Fragment
- LMW XV:1-15 - (uppräknas ej här)

### Avskrifter och bearbetningar
- LMW XVI:1-40 - (uppräknas ej här)

### Didaktiska verk
- LMW XVII:1 - Violinskola (1756. Innehåller 19 duor, se LMW XII:16. Den franska utgåvan från 1770 innehåller 12 andra verk som troligen ej är autentiska)